# Родріго Де Пауль
Родріго Хав'єр Де Пауль (ісп. Rodrigo Javier De Paul, нар. 24 травня 1994, Саранді) — аргентинський футболіст, півзахисник, нападник американського «Інтер Маямі» і національної збірної Аргентини.

## Клубна кар'єра
Народився 24 травня 1994 року в місті Саранді. Вихованець футбольної школи клубу «Расінг» (Авельянеда). Дорослу футбольну кар'єру розпочав 2012 року в основній команді того ж клубу, в якій провів два сезони, взявши участь у 54 матчах чемпіонату. Більшість часу, проведеного у складі «Расинга», був основним гравцем команди.
Своєю грою за цю команду привернув увагу представників тренерського штабу клубу «Валенсія», до складу якого приєднався 2014 року. Відіграв за валенсійський клуб півтора сезони своєї ігрової кар'єри, після чого на пів року повертався до «Расінга» на правах оренди.
20 липня 2016 року за 3 мільйони євро перейшов до італійського «Удінезе», підписавши п'ятирічний контракт. У складі команди з Удіне відразу став гравцем основного складу. За 5 сезонів в Удіне зіграв 177 матчів у Серії A, в яких забив 33 м'ячі.
Літом 2021 року Де Пауль повернувся до Іспанії, де підписав контракт із мадридським «Атлетіко» терміном на 5 років. Сума трансферу становила 35 мільйонів євро.
3 грудня 2023 року в матчі Ла-Ліги проти «Барселони» провів свою 100-ту гру за «Атлетіко» у всіх турнірах.

## Виступи за збірну
2018 року дебютував в офіційних матчах у складі національної збірної Аргентини.
У складі збірної був учасником розіграшу Кубка Америки 2019 року у Бразилії, де команда здобула бронзові нагороди, а сам гравець виходив на поле в усіх матчах турніру.
| Дата       | Місто          | Господарі | Результат | Гості     | Турнір                                 | Голи | Примітки  |
| ---------- | -------------- | --------- | --------- | --------- | -------------------------------------- | ---- | --------- |
| 11-10-2018 | Ер-Ріяд        | Ірак      | 0 – 4     | Аргентина | товариський матч                       | -    | 46'       |
| 16-11-2018 | Кордова        | Аргентина | 2 – 0     | Мексика   | товариський матч                       | -    | 46'       |
| 21-11-2018 | Мендоса        | Аргентина | 2 – 0     | Мексика   | товариський матч                       | -    | 46'       |
| 26-3-2019  | Танжер         | Марокко   | 0 – 1     | Аргентина | товариський матч                       | -    | 62'       |
| 8-6-2019   | Сан-Хуан       | Аргентина | 5 – 1     | Нікарагуа | товариський матч                       | -    | 62'       |
| 15-6-2019  | Сальвадор      | Аргентина | 0 – 2     | Колумбія  | Копа Америка 2019 - 1-й етап           | -    | 46'       |
| 19-6-2019  | Белу-Оризонті  | Аргентина | 1 – 1     | Парагвай  | Копа Америка 2019 - 1-й етап           | -    | 81'       |
| 23-6-2019  | Порту-Алегрі   | Катар     | 0 – 2     | Аргентина | Копа Америка 2019 - 1-й етап           | -    |           |
| 28-6-2019  | Ріо-де-Жанейро | Венесуела | 0 – 2     | Аргентина | Копа Америка 2019 - чвертьфінал        | -    |           |
| 2-7-2019   | Белу-Оризонті  | Бразилія  | 2 – 0     | Аргентина | Копа Америка 2019 - півфінал           | -    | 67'       |
| 6-7-2019   | Сан-Паулу      | Аргентина | 2 – 1     | Чилі      | Копа Америка 2019 - матч за 3-тє місце | -    |           |
| 5-9-2019   | Лос-Анджелес   | Чилі      | 0 – 0     | Аргентина | товариський матч                       | -    | 62' 67'   |
| 10-9-2019  | Сан-Антоніо    | Аргентина | 4 – 0     | Мексика   | товариський матч                       | -    | 70' 87'   |
| 9-10-2019  | Дортмунд       | Німеччина | 2 – 2     | Аргентина | товариський матч                       | -    | 30' 90+2' |
| 13-10-2019 | Ельче          | Еквадор   | 1 – 6     | Аргентина | товариський матч                       | -    |           |
| 15-11-2019 | Ер-Ріяд        | Бразилія  | 0 – 1     | Аргентина | товариський матч                       | -    | 43' 90'   |
| 18-11-2019 | Тель-Авів      | Аргентина | 2 – 2     | Уругвай   | товариський матч                       | -    | 88'       |
| 8-10-2020  | Буенос-Айрес   | Аргентина | 1 – 0     | Еквадор   | Відбір до ЧС 2022                      | -    |           |
| 13-10-2020 | Ла-Пас         | Болівія   | 1 – 2     | Аргентина | Відбір до ЧС 2022                      | -    | 69'       |
| 12-11-2020 | Буенос-Айрес   | Аргентина | 1 – 1     | Парагвай  | Відбір до ЧС 2022                      | -    | 45' 60'   |
| Усього     |                | Матчів    | 20        |           | Голів                                  | 0    |           |

## Досягнення
- Аргентина

Чемпіон світу: 2022: Володар Кубка Америки: 2021: Бронзовий призер Кубка Америки: 2019: Переможець Суперкласіко де лас Амерікас: 2019: Володар Кубка чемпіонів КОНМЕБОЛ–УЄФА: 2022